# Mamertium
Mamertium (en grec antic Μαμέρτιον) era una ciutat de l'interior de la península de Brútium. Només en parlen Estrabó que diu que era propera a la ciutat de Locres, i Esteve de Bizanci, que es limita a dir que era una ciutat d'Itàlia.
No es coneix cap detall d'aquesta ciutat, ni la seva localització. Tot i el seu nom no se sap que tingués cap relació amb els mamertins de Messana.